# L'institut
L'institut (Le Lycée en l'original francès) és una sèrie de televisió francesa de 18 episodis de 52 minuts cadascun, creada per Franck Philippon i emesa a França per M6 entre el 27 de setembre de 2000 i el 24 d'octubre de 2001. A Catalunya es va emetre el 2004 a TV3 a dins l'espai 3xl.net. La sèrie es desenvolupa a un institut dels afores de París (Lycée Saint-Exupéry) i explica les aventures i relacions entre l'alumnat, els seus pares i el professorat i altres membres de l'institut. La sèrie no dubta a parlar de temes prou forts com el cànnabis, el vel a l'escola, el suïcidi d'un estudiant o la masturbació a l'aula. La sèrie va rebre el 2001 el premi de la millor sèrie de 52 minuts al Festival de la fiction TV de Saint-Tropez. Lorànt Deutsch interpreta en els dos primers episodis de la sèrie el paper d'un estudiant delinqüent que assetja i colpeja al seu professor de matemàtiques. A la careta de la sèrie es poden veure diferents actors coneguts en el món de les sèries franceses com Virgile Bayle, qui interpreta el doctor Dr Guillaume Lesermann a Plus belle la vie, com també a Sophie Artur, qui durant molt de temps ha estat l'agent Christelle a Julie Lescaut.

## Repartiment
Professorat
- Virgile Bayle: Mathieu Baumgartner, professor de matemàtiques en proves
- Maxime Leroux: Henri Blanc, professor de matemàtiques (principal)
- Smadi Wolfman: Lisa Petrazzini, professor de francès
- Abdel Soufi: Tyson, professor d'anglès
- Marc Duret: Antoine, professor d'història - geografia (1a temporada)
- Christian Charmetant: François, professor d'història - geografia (2a temporada)

Altres membres de l'institut
- Téco Celio: Eugène, Director de l'institut
- Sophie Artur: Élisabeth Ducros, Director adjunt
- Sonia Mankaï: Malika, Infermera
- Jean Roger Tsidjo: Félix, Netejador

Alumnat
- Nassim Iazouguen: Kader
- Maroussia Dubreuil: Margaux
- Tony Mpoudja: Bakari Diallo
- Stéphanie Pasterkamp: Claire
- Matthieu Tribes: Benoit
- Esse Lawson: Alice
- Matthias Van Khache: Sébastien Budzinski
- Lorànt Deutsch: Didier Morillon